# Modelo de turbulencia eólica de Dryden
El modelo de turbulencia eólica Dryden, también conocido como ráfagas Dryden, es un modelo matemático de ráfagas continuas aceptado por el Departamento de Defensa de los Estados Unidos para su uso en determinados diseños de aeronaves y aplicaciones de simulación. El modelo Dryden trata los componentes lineales y angulares de la velocidad de las ráfagas continuas como procesos estocásticos que varían espacialmente y especifica la densidad espectral de potencia de cada componente. El modelo de turbulencia eólica Dryden se caracteriza por densidades espectrales de potencia racionales, por lo que se pueden diseñar filtros exactos que toman entradas de ruido blanco y producen procesos estocásticos con las densidades espectrales de potencia de las ráfagas Dryden.

## Historia
El modelo Dryden, llamado así por Hugh Dryden, es uno de los modelos de ráfagas continuas más utilizados. Se publicó por primera vez en 1952.

## Densidades espectrales de potencia
El modelo Dryden se caracteriza por densidades espectrales de potencia para los tres componentes lineales de la velocidad de las ráfagas (ug,vg,wg),
{\displaystyle {\begin{aligned}\Phi _{u_{g}}(\Omega )&=\sigma _{u}^{2}{\frac {2L_{u}}{\pi }}{\frac {1}{1+(L_{u}\Omega )^{2}}}\\\Phi _{v_{g}}(\Omega )&=\sigma _{v}^{2}{\frac {2L_{v}}{\pi }}{\frac {1+12(L_{v}\Omega )^{2}}{\left(1+4(L_{v}\Omega )^{2}\right)^{2}}}\\\Phi _{w_{g}}(\Omega )&=\sigma _{w}^{2}{\frac {2L_{w}}{\pi }}{\frac {1+12(L_{w}\Omega )^{2}}{\left(1+4(L_{w}\Omega )^{2}\right)^{2}}}\end{aligned}}}
donde «σi» y «Li» son la velocidad RMS y la escala de longitud de la turbulencia, respectivamente, para el componente de velocidad «i», y «Ω» es una frecuencia espacial. Estas densidades espectrales de potencia proporcionan las variaciones espaciales del proceso estocástico, pero cualquier variación temporal depende del movimiento del vehículo a través del campo de velocidad de las ráfagas. La velocidad a la que se mueve el vehículo a través del campo de ráfagas «V» permite convertir estas densidades espectrales de potencia en diferentes tipos de frecuencias,
{\displaystyle {\begin{aligned}\Omega &={\frac {\omega }{V}}\\\Phi _{i}(\Omega )&=V\Phi _{i}\left({\frac {\omega }{V}}\right)\end{aligned}}}

aunque en algunas fuentes pueden utilizarse convenciones de signos diferentes. Las densidades espectrales de potencia para los componentes de la velocidad angular son
donde ω tiene unidades de radianes por unidad de tiempo.
Las componentes de la velocidad angular de la ráfaga (pg,qg,rg) se definen como las variaciones de las componentes de la velocidad lineal a lo largo de los diferentes ejes del vehículo,
{\displaystyle {\begin{aligned}p_{g}&={\frac {\partial w_{g}}{\partial y}}\\q_{g}&={\frac {\partial w_{g}}{\partial x}}\\r_{g}&=-{\frac {\partial v_{g}}{\partial x}}\end{aligned}}}
{\displaystyle {\begin{aligned}\Phi _{p_{g}}(\omega )&={\frac {\sigma _{w}^{2}}{2VL_{w}}}{\frac {0.8\left({\frac {2\pi L_{w}}{4b}}\right)^{\frac {1}{3}}}{1+\left({\frac {4b\omega }{\pi V}}\right)^{2}}}\\\Phi _{q_{g}}(\omega )&={\frac {\pm \left({\frac {\omega }{V}}\right)^{2}}{1+\left({\frac {4b\omega }{\pi V}}\right)^{2}}}\Phi _{w_{g}}(\omega )\\\Phi _{r_{g}}(\omega )&={\frac {\mp \left({\frac {\omega }{V}}\right)^{2}}{1+\left({\frac {3b\omega }{\pi V}}\right)^{2}}}\Phi _{v_{g}}(\omega )\end{aligned}}}
Las especificaciones militares establecen criterios basados en los derivados de estabilidad del vehículo para determinar si los componentes de la velocidad angular de las ráfagas son significativos.

## Factorización espectral
Las ráfagas generadas por el modelo Dryden no son procesos de ruido blanco y, por lo tanto, pueden denominarse ruido coloreado. El ruido coloreado puede, en algunas circunstancias, generarse como resultado de un filtro lineal de fase mínima a través de un proceso conocido como factorización espectral. Consideremos un sistema lineal invariante en el tiempo con una entrada de ruido blanco que tiene varianza unitaria, función de transferencia G(s) y salida y(t). La densidad espectral de potencia de y(t) es
{\displaystyle \Phi _{y}(\omega )=|G(i\omega )|^{2}}
donde i2 = -1. Para densidades espectrales de potencia racionales, como la del modelo Dryden, se puede encontrar una función de transferencia adecuada cuya magnitud al cuadrado evaluada a lo largo del eje imaginario es la densidad espectral de potencia. La documentación de MATLAB proporciona una realización de dicha función de transferencia para ráfagas Dryden que es coherente con las especificaciones militares,
{\displaystyle {\begin{aligned}G_{u_{g}}(s)&=\sigma _{u}{\sqrt {\frac {2L_{u}}{\pi V}}}{\frac {1}{1+{\frac {L_{u}}{V}}s}}\\G_{v_{g}}(s)&=\sigma _{v}{\sqrt {\frac {2L_{v}}{\pi V}}}{\frac {1+{\frac {2{\sqrt {3}}L_{v}}{V}}s}{\left(1+{\frac {2L_{v}}{V}}s\right)^{2}}}\\G_{w_{g}}(s)&=\sigma _{w}{\sqrt {\frac {2L_{w}}{\pi V}}}{\frac {1+{\frac {2{\sqrt {3}}L_{w}}{V}}s}{\left(1+{\frac {2L_{w}}{V}}s\right)^{2}}}\\G_{p_{g}}(s)&=\sigma _{w}{\sqrt {\frac {0.8}{V}}}{\frac {\left({\frac {\pi }{4b}}\right)^{\frac {1}{6}}}{(2L_{w})^{\frac {1}{3}}\left(1+{\frac {4b}{\pi V}}s\right)}}\\G_{q_{g}}(s)&={\frac {\pm {\frac {s}{V}}}{1+{\frac {4b}{\pi V}}s}}G_{w_{g}}(s)\\G_{r_{g}}(s)&={\frac {\mp {\frac {s}{V}}}{1+{\frac {3b}{\pi V}}s}}G_{v_{g}}(s)\end{aligned}}}
Al accionar estos filtros con ruido blanco independiente, de varianza unitaria y banda limitada, se obtienen salidas con densidades espectrales de potencia que coinciden con los espectros de los componentes de velocidad del modelo Dryden. A su vez, las salidas pueden utilizarse como entradas de perturbaciones eólicas para aeronaves u otros sistemas dinámicos.

## Dependencia de la altitud
El modelo Dryden se parametriza mediante una escala de longitud y una intensidad de turbulencia. La combinación de estos dos parámetros determina la forma de las densidades espectrales de potencia y, por lo tanto, la calidad del ajuste del modelo a los espectros de turbulencia observados. Muchas combinaciones de escala de longitud e intensidad de turbulencia dan densidades espectrales de potencia realistas en los rangos de frecuencia deseados. Las especificaciones del Departamento de Defensa incluyen opciones para ambos parámetros, incluida su dependencia de la altitud.